# Östhammar (comune)
Östhammar è un comune svedese di 21 407 abitanti, situato nella contea di Uppsala. Il suo capoluogo è la cittadina omonima.

## Località
Nel territorio comunale sono comprese le seguenti aree urbane (tätort):
- Alunda
- Dannemora
- Gimo
- Hargshamn
- Norrskedika
- Öregrund
- Österbybruk
- Östhammar
- Skoby (parte)